# Seehausen (Altmark)
Seehausen település Németországban, azon belül Szász-Anhalt tartományban. Lakosainak száma 4693 fő (2023. december 31.).

## Népesség
A település népességének változása:
| Lakosok száma | 5033 | 4951 | 4847 | 4808 | 4773 | 4693 |
|               | 2015 | 2017 | 2019 | 2021 | 2022 | 2023 |